# BrickCon
A BrickCon, originalmente conhecida como NorthWest BrickCon, é uma convenção não-oficial para fãs adultos dos brinquedos LEGO (AFOL), que tem lugar anualmente em um fim de semana no início de outubro, em Seattle, nos Estados Unidos da América.
O seu foco não é apenas o de apresentar as MOCs favoritas e partilhar experiências entre os seus entusiastas, mas o de atingir o público em geral. 
Tal como outras convenções, oferece oficinas, apresentações, eventos especiais e desafios. O evento celebra o encontro da comunidade, que tem evoluído como resultado da Internet e de explorar e desenvolver o hobby LEGO permitindo, ao mesmo tempo, que o público em geral possa ver o que pode e está sendo construído.

## Cronologia de eventos
Esta é uma cronologia dos eventos até à data:
- 2002 - A primeira NWBrickCon.
  - Local: Center House no Seattle Center
  - Participantes: 0[2]
  - Visitantes: de 3 a 5 mil pessoas
  - Layout:
    - "Back Room" (800 sq.ft.)
    - "Lobby" (1000 sq.ft.)
    - "Main Floor" (200 sq.ft.)

- 2003 - A primeira NWBrickCon com participantes e convidados[3]
  - Local: Snoqualmie Room no Seattle Center
  - Participantes: c. 35
  - Visitantes: mais de 2 mil
  - Layout: Todos em um salão (3.000 sq.ft.)

- 2004 - a NWBrickCon realizou-se no fim de semana do Halloween[4]
  - Localização: Dan Parker's Studio
  - Participantes: c. 45
  - Visitantes: c. 2 mil
  - Layout:
    - "Exhibition Hall" (1600 sq.ft.)
    - "Bazar + General Meeting" (1200 sq.ft.)
    - "Racing" (900 sq.ft.)

- 2005 - a NWBrickCon retorna ao Seattle Center no primeiro fim de semana de outubro.
  - Localização: Northwest Rooms no Seattle Center.
  - Participantes: 65
  - Visitantes: mais de 2 mil
  - Layout:
    - "Exhibition Hall" (4500 sq.ft.)
    - "Bazar + General Meeting" (2500 sq.ft.)

- 2006 - a NWBrickCon desloca-se para instalações mais amplas e mantém-se no primeiro fim de semana de outubro.
  - Local: The Seattle Center Pavilion no Seattle Center
  - Participantes: 85
  - Visitantes: 3500
  - Layout:
    - "Exhibition Hall + Build Kid" (8000 sq.ft.)
    - "Bazar + General Meeting" (5000 sq.ft.)

- 2007 - a BrickCon superlota o Pavilhão.
  - Local: The Seattle Center Pavilion no Seattle Center
  - Participantes: c. 145
  - Visitantes: c. 3700
  - Layout:
    - "Exhibition Hall + Assembléia Geral" (8000 sq.ft.)
    - "Bazar + Build Kid" (5000 sq.ft.)

- 2008 - a BrickCon desloca-se para um espaço ainda mais amplo
  - Local: The Exhibition Hall at Seattle Center
  - Participantes: mais de 150
  - Visitantes: c. 6900
  - Layout: (20000 sq.ft.)